# Gebobbeld leermos
Gebobbeld leermos (Peltigera membranacea) is een korstmossoort uit de familie Peltigeraceae. Het fotobiont is Nostoc.

## Determinatie

### Uiterlijke kenmerken
Gebobbeld leermos is een bladvormig korstmos. Het thallus is aanvankelijk min of meer cirkelvormig, en wordt in de loop van de tijd in onregelmatige lobben verdeeld. Het bereikt een breedte van maximaal 51,5 cm. De lobben zijn 2–4 cm lang en 1–2 cm breed en vaak dichotoom vertakt. De lobben zijn gescheiden of overlappen elkaar. Ze hebben afgeronde of licht ingesprongen uiteinden, meestal gegolfd en vaak verhoogd. Het bovenoppervlak is glad, als het droog is, is het blauwgrijs, grijs of bruin en als het nat is, is het blauwgrijs of zwartgroen. De kern van de thallus is wit, gemaakt van losse hyfen. Het onderoppervlak is wit, bedekt met duidelijk zichtbare, smalle en duidelijk convexe aderen. De rhizinen zijn wit tot lichtbruin van kleur, zwak vertakt, met borstelachtige uiteinden.
De apotheciën zijn rechtopstaand, talrijk en vaak helder bruinoranje van kleur.
De soort heeft geen kenmerkende kleurreacties.

### Microscopische kenmerken
De sporen zijn glad, naaldvormig, kleurloos of lichtbruin, met 3–5 septaat en afmeting 55–65 × 3–5 μm.

### Gelijkende taxa
Gebobbeld leermos lijkt op groot leermos (Peltigera canina), maar de lobben zijn breder en het oppervlak meer gebobbeld.

## Ecologie
Gebobbeld leermos groeit op humeuze grond, op mos, rotsen en stronken.

## Verspreiding
Het verspreidingsgebied van gebobbeld leermos strekt zich uit over het noordelijk halfrond. De Europese verspreiding loopt van het zuiden van Spanje tot noordwaarts in de 78e breedtegraad in de Spitsbergen-archipel. Op het zuidelijk halfrond is het alleen bekend van een paar plaatsen in de bergen van Chili in Zuid-Amerika en in Australië en Nieuw-Zeeland.
Gebobbeld leermos is in Nederland zeer zeldzaam. Het staat op de Nederlandse Rode Lijst in de categorie 'bedreigd'.

## Fotogalerij

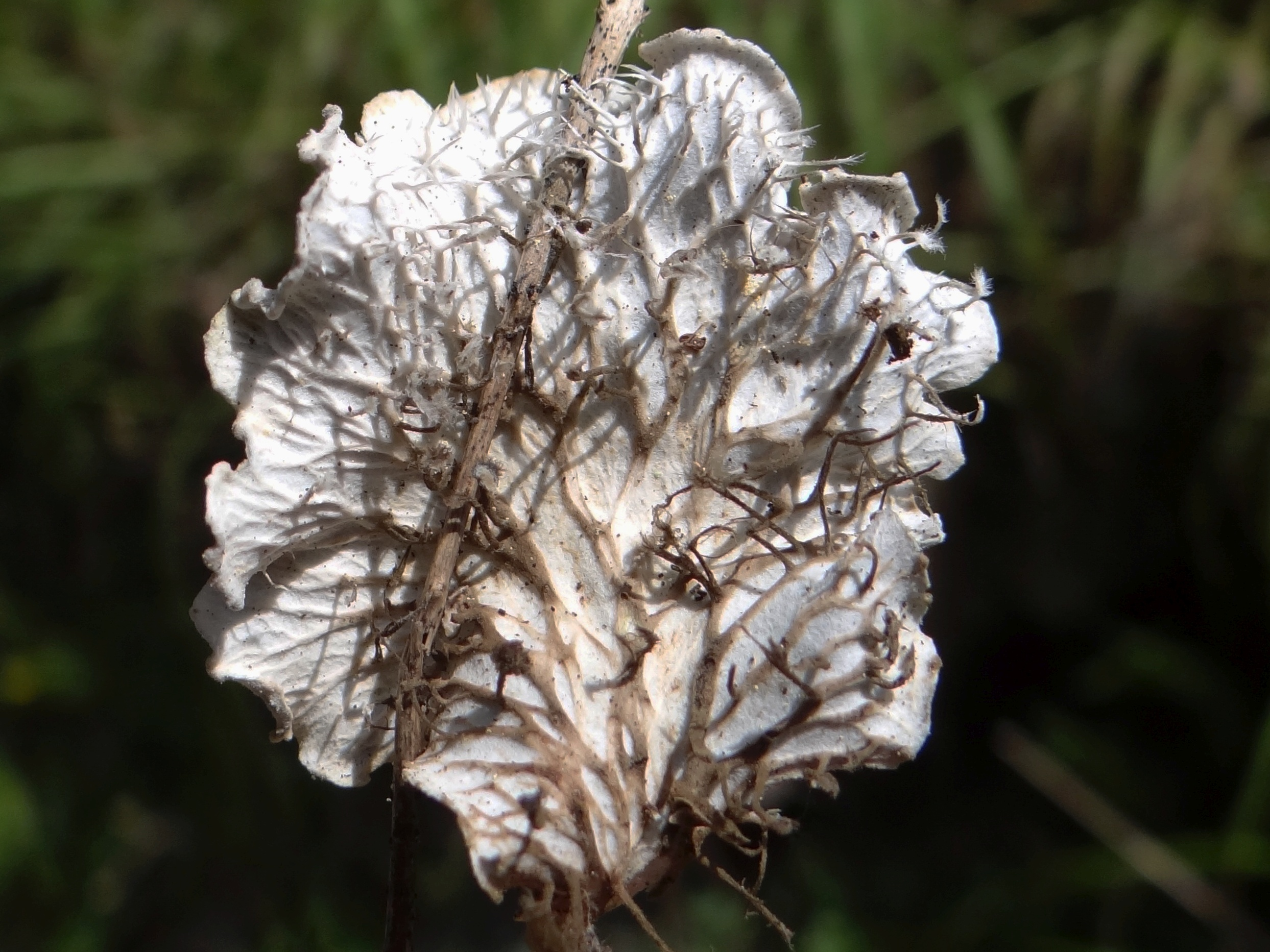
Onderzijde